# Charge It
Charge It er en amerikansk stumfilm fra 1921 af Harry Garson.

## Medvirkende
- Clara Kimball Young - Julia Lawrence
- Herbert Rawlinson - Philip Lawrence
- Edward M. Kimball - Tom Garreth
- Betty Blythe - Mille Garreth
- Nigel Barrie - Dana Herrick
- Hal Wilson - Robert McGregor
- Dulcie Cooper - Rose McGregor